# Nemoria elbae
Nemoria elbae là một loài bướm đêm trong họ Geometridae.